# Чорток Леонід Михайлович
Леонід Михайлович Чорток (нар. 19 лютого 1922, Бердянськ — пом. 25 вересня 2009, Москва) — режисер радянського театру, кіно і телебачення, актор, член Спілки кінематографістів СРСР.

## Біографія
Народився 19 лютого 1922 року в місті Бердянську (нині Запорізька область, Україна). Батько — революціонер, більшовик, партійний діяч, член ВКП(б). Мати Єлизавета Ісааківна Чорток обіймала відповідальну посаду у Зовнішторзі (Наркомат зовнішньої торгівлі РРФСР, пізніше Міністерство зовнішньої торгівлі СРСР). У 1925 році сім'я переїжджає до Москви. З дитинства захоплювався театром, грав у шкільному театральному гуртку і займався в театральній студії Яблочкової. Спортсмен, в юності грав за дубль футбольного клубу «Спартак».
Учасник німецько-радянської війни. Війну зустрів на Далекому Сході, де проходив строкову службу в прикордонних військах на кордоні з Японією. У жовтні 1941 року направлений під Вязьму, в 6-й стрілецький корпус, 74-ї Сталінської Добровольчої Окремої стрілецької бригади «Алтайців — Сибіряків» Тульського батальйону зв'язку. Там у важких боях був поранений і отримав свою першу медаль «За відвагу». Воював у складі Калінінського, Центрального, Ленінградського, І та ІІ Прибалтійського фронту. Перемогу зустрів у Празі у званні гвардії капітана, командира роти автоматників (танковий десант). Нагороджений багатьма орденами та медалями, серед них два Ордени Червоної Зірки, Орден Червоного Прапора, дві Медалі «За відвагу».

### Робота у театрі
У 1946 році після демобілізації з лав РСЧА Леонід прийшов до Центрального академічного театру Радянської армії, де працював актором і режисером-асистентом. У 1959 році у співавторстві з Ніною Ольшевською поставив спектакль «Серьожка з Малої Бронної» за п'єсою Ю. Шевкуненка, а на сцені Тульського державного академічного театру драми імені М. Горького — спектакль «Тигрова шуба».

### Робота на телебаченні
Режисер-постановник цілої низки вистав на Центральному телебаченні Держтелерадіо СРСР: «Три вакансії для світил», «Дуплянка», «Дивакувата», «Олексій Куликов — боєць», «Свеаборг» 1969 р. (фільм-вистава) та ін.
З 1960 року працював на кіностудії Мосфільм із такими режисерами як Ельдар Рязанов, Леонід Квініхідзе, Едмонд Кеосаян, Ігор Таланкін, Віктор Тітов. Як другий режисер брав участь у створенні понад 15 художніх фільмів.

## Фільмографія
- 1962 — «Двоє в степу». Режисер — Анатолій Ефрос, оператор — Петро Ємельянов
- 1965 — «Будується міст». Режисери — Олег Єфремов і Гаврило Єгіазаров, оператор — Гаврило Єгіазаров
- 1965 — «Кухарка». Режисер — Едмонд Кеосаян, оператор — Федір Добронравов
- 1968 — «Результат». Режиссери — Анатолій Бобровський і Жамьянгийн Бунтар, оператори — Володимир Боганов і Халторийн Дамдин
- 1972 — «Сибірячка». Режисер — Олексій Салтиков, оператори — Геннадій Цекавий і Віктор Якушев
- 1974 — «Вибір мети». Режисер — Ігор Таланкін, оператори — Наум Ардашніков и Борис Травкін
- 1976 — «Повість про невідомого актора». Режисер — Олександр Зархі, оператор — Петро Шумський
- 1979 — «31 червня». Режисер — Леонід Квініхідзе, оператор — Ілля Міньковецький
- 1979 — «Той самий Мюнхгаузен». Режисер — Марк Захаров, оператор — Володимир Нахабцев
- 1982 — «Відпустка за свій кошт». Режисер — Віктор Титов, оператор — Ференц Маріяші
- 1982 — «Вокзал для двох». Режисер — Ельдар Рязанов, оператор — Вадим Алісов
- 1984 — «Жорстокий романс». Режисер — Ельдар Рязанов, оператор — Вадим Алісов

Член Спілки кінематографістів СРСР.
Пішов із життя 25 вересня 2009 року, похований у Москві на Рогозькому цвинтарі.

## Нагороди та звання
- Орден Вітчизняної війни I ступеня[1]
- Орден Вітчизняної війни II ступеня[2]
- Орден Червоного Прапора
- два Ордени Червоної Зірки[3]
- дві медалі «За відвагу»[4]
- Медаль «За бойові заслуги»
- Медаль «За оборону Москви»
- Медаль «За перемогу над Німеччиною у Великій Вітчизняній війні 1941—1945 рр.»
- Медаль «20 років перемоги у Великій Вітчизняній війні 1941—1945 рр.»
- Медаль «30 років перемоги у Великій Вітчизняній війні 1941—1945 рр.»
- Медаль «40 років перемоги у Великій Вітчизняній війні 1941—1945 рр.»
- Ювілейна медаль «50 років Перемоги у Великій Вітчизняній війні 1941—1945 рр.»
- Ювілейна медаль «60 років Перемоги у Великій Вітчизняній війні 1941—1945 рр.»
- Медаль «30 років Радянській Армії та Флоту»
- Медаль «40 років Збройних Сил СРСР»
- Медаль «50 років Збройних Сил СРСР»
- Медаль «60 років Збройних Сил СРСР»
- Медаль «70 років Збройних Сил СРСР»
- Медаль «У пам'ять 850-річчя Москви»
- Медаль «Ветеран праці»
- Медаль Жукова
- Капітан гвардії, командир роти автоматників
- Ветеран праці

## Родина
- Мати — Єлизавета Ісааківна Чорток (1899—1989), учасниця Громадянської війни, відповідальна працівниця Наркомату зовнішньої торгівлі.
- Тітка — Софія Ісааківна Чорток (1900—1949).
- Дядько — Леонід Ісаакович Чорток (1902—1937), діяч радянських спецслужб.
- Зведений брат — Олександр Абрамович Чорток (1926—2011), фізик, керівник кафедри «Світлотехніки» Театрального художньо-технічного училища.

Другим шлюбом одружений з акторкою театру Радянської армії Інгою Олександрівною Шантир.
- Дочка (від першого шлюбу) — Ірина Леонідівна Климова-Чорток (1947—2008).
- Син — Леонід Леонідович Чорток — журналіст, закінчив сценарний факультет ВДІКу, довгий час працював на «Мосфільмі». Наразі проживає в Архангельську, очолює інформаційне агентство «RUSNORD».